# 榎本一夫
榎本 一夫（えのもと かずお、1953年12月18日 - ）は、日本のデザイナー、有限会社バナナグローブスタジオ元代表取締役。
愛称は「えのん」「えのっぴ」「えのサン」など。
『ドラゴンクエスト』のロゴデザインで知られている。
また、集英社の少年向け漫画雑誌『週刊少年ジャンプ』の読者投稿コーナー「ジャンプ放送局」の一員であり、同コーナーに携わっていたさくまあきらが制作したコンピュータゲーム『桃太郎伝説』およびその派生作品である桃太郎電鉄シリーズでは、同コーナーの作画を担当していた土居孝幸が榎本をモデルとしてデザインしたキャラクター・貧乏神（ボンビー）が登場する。

## 経歴
埼玉県さいたま市出身。浦和市立高等学校、駒澤大学法学部卒業。

## 人物

### ジャンプ放送局
- 「ジャンプ放送局」にて、頭囲が大きい容姿がよくネタにされていた（誌上のイラストでは胴体に対して2-3倍ほどもある巨大な頭を持ったキャラクターが使われていた。また、当時の彼のヘアスタイルがパーマであった事も頭が大きい描写のひとつとなっている）。また、姓名の画数も姓の画数が19画に対し、名の画数が5画と少ない「頭でっかち」であることから、補正の意味を込めて1986年以降、「ジャンプ放送局」で「榎本○○歳」（○○は当時の満年齢）と表示されるようになる。50代後半以降はパーマをやめ、短髪にしている。社長退任前のバナナグローブスタジオのホームページでのあいさつ文に「榎本“○○歳”一夫」（当時の年齢、60歳時は還暦）と書かれていた。
- 食道楽である一方、いわゆるB級グルメも大好きである。一時期、当時ブームであった「ナタデココ」や「パンナコッタ」を名乗った事もあった。また、カップ焼きそば「ペヤングソースやきそば」も好物の一つ。標準サイズの入れ物の大きさや重さ、値段を基準とした“ペヤング算”を独自に考案して紙面で披露していたほどである。
- このほか、「ジャンプ放送局」内での彼に対するネタは貧乏キャラとして定着していたため「貧乏ネタ」や「倒産ネタ」、そして恐妻家であることをネタにした「離婚ネタ」が多かった。このように貧乏・倒産ネタでよくあばら家のような社屋を描かれていた（実際は「ジャンプ放送局」の企画で彼の会社を訪問した時、大企業とは言えないが普通のオフィスで社員もそこそこいた）。
- また、彼をネタにした独自コーナー「えのんを探せ!」というコーナーも存在していた。このコーナーの元ネタは『ウォーリーをさがせ!』である（ただし本家のように『探す』ことを目的とした投稿よりも、シチュエーションやビジュアルのインパクトでウケを取る作品が多かった）。

### 桃太郎シリーズ
「桃太郎シリーズ」（『桃太郎伝説』『桃太郎電鉄』など）に登場するキャラクター・貧乏神（土居孝幸デザイン）のモデルとして知られており、榎本が選ばれたのは、貧乏性だからとのこと。また桃太郎電鉄シリーズの『スーパー桃太郎電鉄II』の発売の際には、発売元のハドソンのTVCMにも、本人が貧乏神とキングボンビーに扮して出演した。その際は、ダウンタウンとも共演している。また、PCエンジンの情報番組『聖PCハイスクール』に貧乏神の格好で数秒のスポット出演を果たした。その際、本来は全裸で出ろと要求されたところ、「女子高生ばかりの所でそれは勘弁」と、半裸にしてもらったと言う。ボンビーの「○○○なのねん」といった口調は、ジャンプ放送局での榎本の言い回しに由来しているが、それ以外の場面、たとえばさくまの著書『さくまあきらの正体』でのインタビュー等ではこのような口調は用いていない。また榎本によると、榎本自身の言動が桃太郎シリーズキャラデザ担当の土居のキャラクター作りのヒントになったり、土居の作ったセリフを榎本本人が言うようになったりと相互に影響し合っており、今となってはどちらが先の言い出したかわからないセリフもあるという
- 桃鉄のサウンドトラック『桃太郎電鉄 〜SOKOZIKARA〜』のスペシャルトラック「大好き!桃太郎電鉄（ザ・ピーチボーイズVersion）」は、さくま他開発スタッフが総出で歌っているが、榎本もこれに参加し（榎本46歳名義）歌詞と歌詞の間に合いの手を入れている。また、同じくさくまのゲーム『怪物パラ☆ダイス』の主題歌「ランデヴー」では、一番と二番の間の間奏でラップを披露している。

### デザイナー
- 『ドラゴンクエスト』[2][6]や『桃太郎電鉄』といったコンピュータゲームのタイトルロゴデザインを手がけている。ロゴは印税にならなかったと語っている[3]。ドラゴンクエストロゴデザイン時には、ロールプレイングゲームがどういったものかわからず、映画のようなものと説明され、映画館にある70mmプリント上映マークを参考にスクリーンのような横が大きく広がったデザインとなった。II以降は榎本の作品ではないが、このデザインは踏襲されている。
- 当時、出版社を回り一回3000-4000円貰いながら雑誌のレイアウトの仕事をしていたが仕事が無く、駅前の『喫茶店しみず』で、当時、漫研の部長だったさくまあきらから偶然声を掛けられ、「すごく安いんだけど、大学の後輩が編集長をしている『月刊OUT』のレイアウトの仕事があるよ」と仕事を紹介された。それからしばらくは、「さくまさん」と敬語を使っていた[3]。なお、コミックスに収録された彼の生い立ちから社会人になるまでの写真特集には詳細は語られていないが、一部の写真にサラリーマンとして働いていた頃とみられる彼の姿がある。
- ジャンプ放送局の編集作業におけるエピソードとして『活字の体操』コーナーでの彼のレイアウト作業で、1ページに収める為の文字数の計算等、かなり手間がかかっておりさくまが原稿用紙からワープロへ執筆手段を変更した際にさらに大変な作業になっていたという[7]。
- 学生時代に漫画研究会（通称：漫研）に所属していたこともあり、イラストの腕も達者。『ファミコン必勝本』にて一時期カットを描く。またさくまの友人たちが多数参加したゲーム『怪物パラ☆ダイス』ではモンスター（オオカミ男）のデザインを手がけた。しかしこれまでほとんど絵の仕事ではブレイクできなかったのだが、その理由について本人曰く「土居孝幸の絵柄を真似してしまったため」とのこと[8]。直後、さくまから「ペンタッチは（土居より）えのんの方がきれいなのにな」とフォローが入った。さらに上記のモンスターデザインに対して、さくまは「業界でもその力を惜しむ人は多い。器用貧乏」ともコメントしていた[9]。
- 漫研に所属していたが漫画家の道へ進もうとしていたわけではない。テレビ業界に関係する仕事に興味を持っていた。一時期は役者を夢見たこともあった。山口百恵主演のドラマ「赤いシリーズ」、幾多の時代劇のエキストラとして出演したことがある。その影響か、長男はテレビ番組制作に携わる仕事に就きフジテレビのスーパーニュースのADに、次男は俳優を志して芸能プロダクションに籍を置いている。
- 2020年、バナナグローブスタジオ代表取締役社長から退き取締役会長に就任[注釈 1][10]。
- 2022年10月1日、バナナグローブスタジオ会長職を退任する報告を記した挨拶状をさくまあきらやとみさわ昭仁ら関係者各位に送付した[11][12]。
- 2024年9月よりラジオ番組『TOKYO M.A.A.D SPIN』（J-WAVE）の番組内SNSに1頁漫画「陸&マシリトのお前どう思う…」連載開始[13][注釈 2]。

### その他
- 友人のさくまや堀井雄二に触発され、『聖竜伝説モンビット』や『虹のシルクロード』など、何度かゲームの開発を行ったことがある。また、榎本自身が手掛けるわけではないが『Dr.えのッピ』というゲームの企画がジャンプ放送局で持ち上がり、敵キャラ等が投稿戦士達へ募集・投稿されているが、最終的に企画は自然消滅している。ゲーム内容は榎本が大ボスである事以外わかっていない。
- 写真企画ではイラストでのキャラクターを意識したユーモラスな表情やポーズが多く、先述の裸になった姿もその一つ。
- 山瀬まみのファンである[14]。

## 出演

### テレビ
- さくまあきらの桃伝＆桃鉄大解剖！（MONDO21）

### ラジオ
- アタック北斗神拳（1985年10月 - 1986年3月、ニッポン放送） - さくまあきら、土居孝幸とレギュラー出演
- さくまあきらのキャンピコ放送局（1986年、ニッポン放送）
- TOKYO M.A.A.D SPIN（2023年6月26日、J-WAVE） - 鳥嶋和彦、堀井雄二、大徳哲雄、土居孝幸とゲスト出演。ファミコン神拳やジャンプ放送局、ドラゴンクエストのロゴ誕生秘話などの裏話を語った[15]
- ゆう坊＆マシリトのkosokoso放送局（2025年1月26日（25日深夜）、J-WAVE） - 鳥嶋和彦、堀井雄二の冠番組。上記「TOKYO M.A.A.D SPIN」内包番組（毎月第4土曜日放送）。土居孝幸と共にゲスト出演[16]

### 配信
- さくまあきらアワー 〜帰ってきたジャンプ放送局〜（2010年8月30日、ニコニコ動画）
- さくまあきらアワー 〜また帰ってきちゃったジャンプ放送局〜（2010年11月27日、ニコニコ動画）
- ゆう坊＆マシリトのKosoKoso放送局（2025年1月1日 - 、YouTube） - 準レギュラー ※上記ラジオ番組「ゆう坊＆マシリトのkosokoso放送局」公式YouTubeチャンネル（月1回生配信）[17]

## 連載
- 陸＆マシリトのお前どう思う...（2024年 - ） - 不定期。Web掲載。ラジオ番組「TOKYO M.A.A.D SPIN」『ゆう坊＆マシリトのkosokoso放送局』（J-WAVE）1頁番組宣伝漫画